# Silent Friend
Silent Friend is een toekomstige Duits-Frans-Hongaarse dramafilm, geschreven en geregisseerd door Ildikó Enyedi. De hoofdrollen worden vertolkt door Tony Leung Chiu-wai, Léa Seydoux, Luna Wedler, Enzo Brumm, Sylvester Groth, Martin Wuttke, Johannes Hegemann en Rainer Bock.

## Verhaal
De film volgt een enkele boom door drie losjes met elkaar verbonden verhalen in verschillende tijdperken, namelijk in 1908, 1972 en 2020.

## Rolverdeling
| Acteur              | Personage |
| ------------------- | --------- |
| Tony Leung Chiu-wai | Tony      |
| Léa Seydoux         | Alice     |
| Luna Wedler         | Grete     |
| Enzo Brumm          | Hannes    |
| Sylvester Groth     | Anton     |
| Martin Wuttke       |           |
| Johannes Hegemann   |           |
| Rainer Bock         |           |

## Productie
De acteur Tony Leung Chiu-wai werd in augustus 2023 aangekondigd als castlid. Regisseur Ildikó Enyedi verklaarde dat ze Leungs rol speciaal voor hem had geschreven. Silent Friend is Leungs tweede film buiten China, na Shang-Chi and the Legend of the Ten Rings (2021), en zijn eerste Europese productie.
De film ontving productiesubsidies van de Film- und Mediastiftung NRW van 1,6 miljoen euro, van het Deutschen Filmförderfonds van 1,4 miljoen euro, van het BKM van 650.000 euro, van de Duits-Franse subsidiecommissie van 450.000 euro, van Eurimages van 500.000 euro, van HessenFilm und Medien van 550.000 euro en van het MOIN Filmfunding Hamburg Schleswig-Holstein van 100.000 euro.

### Filmopnames
De filmopnames gingen in april 2024 van start. De film werd voornamelijk opgenomen in de Alter Botanischer Garten Marburg, een botanische tuin in Marburg. De film werd door de Hongaarse cameraman Gergely Pálos opgenomen, die de periode van 1908 op 35mm-film filmde, de periode van 1972 op 16mm-film en 2020 digitaal.

## Release
Silent Friend zal op 5 september 2025 in première gaan op het Filmfestival van Venetië in de competitie voor de Gouden Leeuw.

## Prijzen en nominaties
De belangrijkste:
| Jaar | Prijs                    | Categorie    | Genomineerde(n) | Uitslag       |
| ---- | ------------------------ | ------------ | --------------- | ------------- |
| 2025 | Filmfestival van Venetië | Gouden Leeuw | Ildikó Enyedi   | In afwachting |